# Paweł Belcarz
Paweł Belcarz (ur. 24 stycznia 1841 w Lubartowie, zm. 28 stycznia 1924 w Lublinie) – podporucznik, uczestnik powstania styczniowego.
W powstaniu walczył pod dowództwem kapitana Zamojskiego.
Pochowany na cmentarzu wojskowym przy ul. Lipowej w Lublinie.